# Abdera (Tracija)
Abdera (grč. Άβδηρα, Ábdēra) bila je antički grčki grad i pristanište na Egejskom moru u Traciji. Nalazila se nedaleko od ušća rijeke Nestos u Egejsko more nasuprot otoku Tasosa na nadmorskoj visini od 58 metara.
U Abderi su rođeni starogrčki filozofi Demokrit i Protagora. Bila je poznata po tome što se u njoj odmarala Kserksova vojska (480. godine pr. Kr.) koja je potom krenula u osvajanje grčkog poluotoka.
Navodna ograničenost njegovih stanovnika postala je poslovična pa se naziv Abderićanin upotrebljava kao sinonim za ograničena malograđanina.
Suvremena općina broji 19 005 stanovnika (po popisu iz 2011.). Sada se u blizini antičke Abdere nalazi grčko naselje Avdira.

## Povijest
Po grčkoj legendi grad je osnovao Heraklo, ali u stvarnosti su je osnovali kolonisti iz jonskog grada Klazomene (Κλαζομεναί) oko 654. pr. Kr. u nadi da će im dobar položaj omogućiti trgovinu s Tračanima. Tračani su, međutim, nakon nekog vremena uništili grad. Po podacima iz Herodotove povijesti osnivač grada se zvao Timezije. Oko 440. pr. Kr. Abdera je ponovo naseljena Jonjanima, ali ovog puta s Teosa koji su došli u Abderu bježeći od Harpaga koji im je osvojio tvrđavu.
Zbog trgovine s Tračanima grad se brzo gospodarski razvijao i bogatio. U 5. stoljeću pr. Kr. grad je bio značajna članica Delskog saveza, ali početkom 4. stoljeća pr. Kr. Tračani su opet započeli napade na grad. Njihove su najezde dovele su do smanjenja značaja Abdere, sve dok grad nije ušao u sastav Antičke Makedonije 355. pr. Kr. i potom nestaje s povijesnih karata.